# Union des femmes africaines au Congo
L'Union des femmes africaines au Congo (UFAC) est une organisation de femmes du Congo-Brazzaville. L'UFAC est étroitement associée à l'Union de la jeunesse congolaise (UJC) et elle n'a pas réussi à s'établir durablement indépendamment de l'UJC.
L'UFAC était affiliée à la Fédération démocratique internationale des femmes (FDIF).

## Dirigeantes
Alice Mahoungou (née Alice Badiangaba) est une femme politique et activiste pour le droit des femmes à Brazzaville, devenue l'une des dirigeantes de l'Union des femmes du Congo pour l'Union des femmes africaines du Congo (UFAC). Elle est également une militante de l'Union de la jeunesse congolaise (UJC).